# Замятнин, Александр Николаевич
Алекса́ндр Никола́евич Замя́тнин (3 [15] сентября 1857 — 12 [25] августа 1906, Санкт-Петербург) — русский генерал-майор. Адъютант премьер-министра и министра внутренних дел Российской империи П. А. Столыпина, фактически спасший его от смерти ценой своей жизни при покушении на Аптекарском острове 12 (25) августа 1906 года.

## Биография
Православный. Из дворян Рязанской губернии.
В 1878 году окончил Николаевское кавалерийское училище, был выпущен корнетом в 11-й гусарский Изюмский полк, в 1887 году переведён в лейб-гвардии Гусарский полк.
Чины: поручик (1881), штабс-ротмистр (1884), ротмистр (1890), подполковник (1896), полковник (1898), генерал-майор (1905).
Участвовал в Русско-турецкой войне 1877—1878 годов Служил адъютантом командира 11-го армейского корпуса (1881—1883), адъютантом командира Отдельного корпуса жандармов (1883—1896), чиновником особых поручений при министре внутренних дел (1896—1897), штаб-офицером для особых поручений при министре внутренних дел (1897—1905), генералом для особых поручений при министре внутренних дел (1905—1906), заведующим приёмом посетителей при министре внутренних дел (?—1906).
- В 1891 году попечителем приюта питомника располагавшегося по адресу Выборгская сторона, Симбирская улица (теперь улица Комсомола) дом 12, указана попечительница генеральша Замятнина.

На момент гибели был холост.

### Гибель

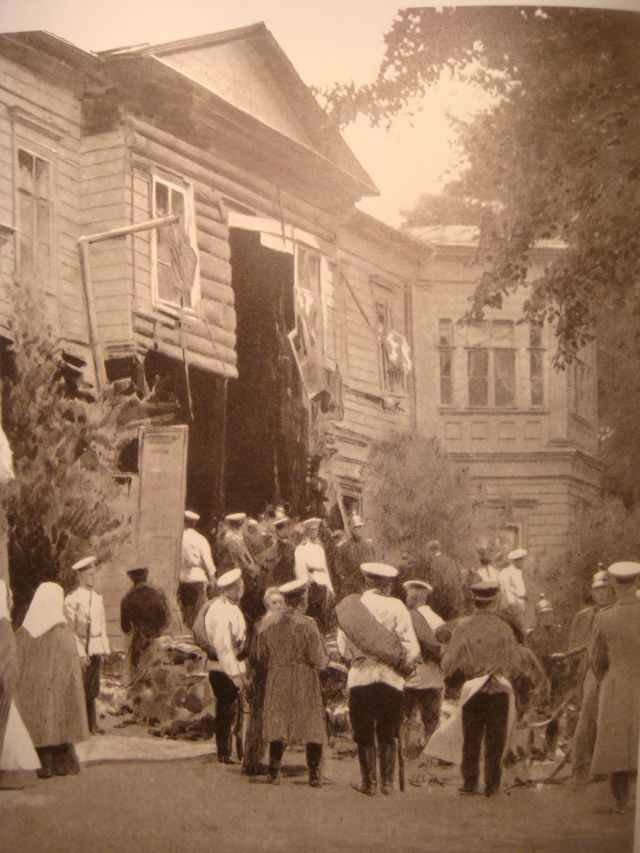
Дача Столыпина на Аптекарском острове после взрыва

В субботу 12 (25) августа 1906 года, в обычный приёмный день премьер-министра и министра внутренних дел П. А. Столыпина, заведующий приёмом посетителей при министре внутренних дел генерал-майор Замятнин занимался регистрацией посетителей на даче Столыпина на Аптекарском острове. «На эти приёмы собиралось обыкновенно много народу — людей самых разнообразных сословий, положений и состояний. Так было и в этот раз».

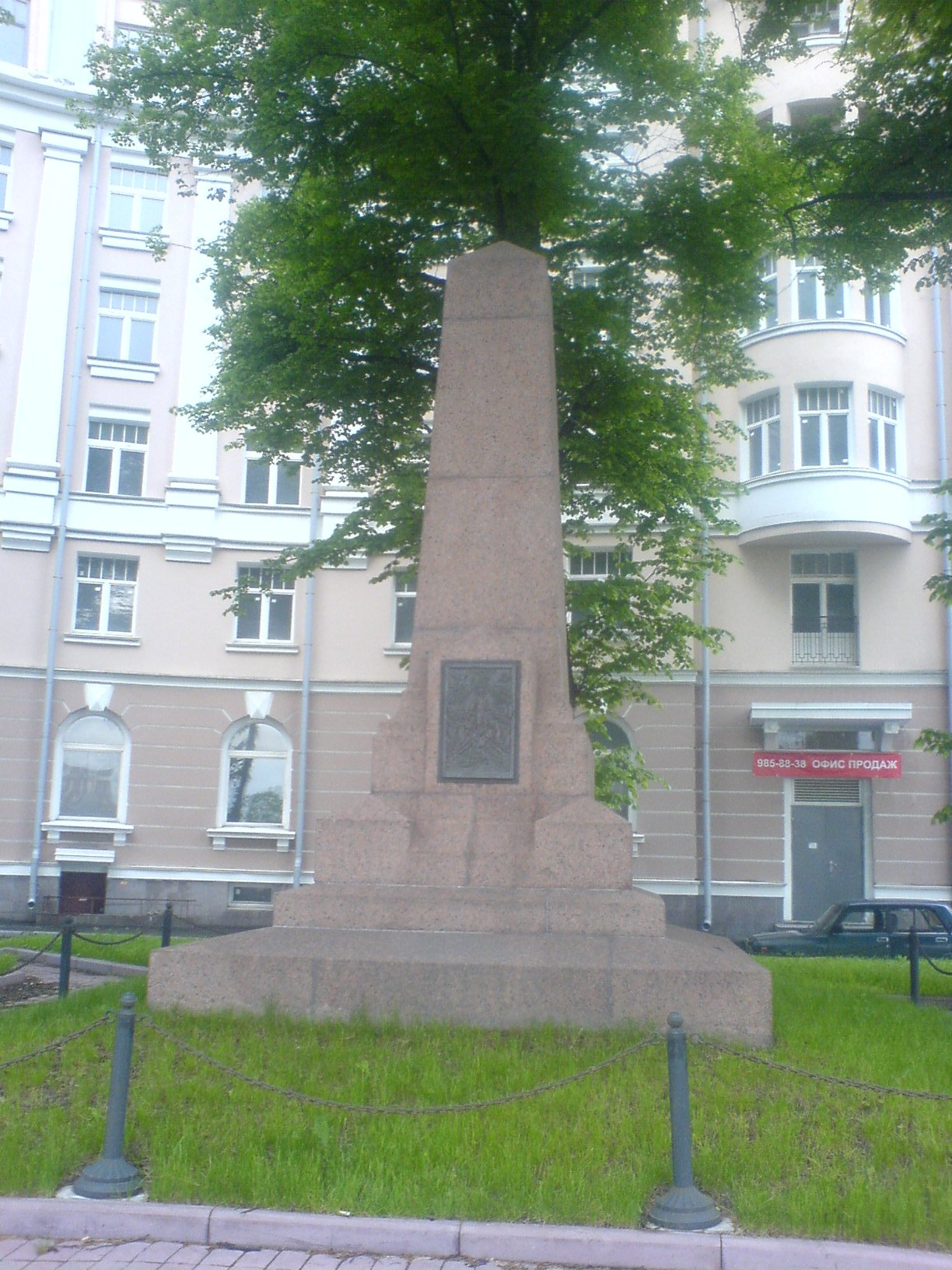
Памятный знак на месте взрыва. Современный вид

Среди других посетителей к подъезду дачи Столыпина подъехало ландо с двумя офицерами в жандармской форме. Жандармы вызвали подозрение у швейцара и много лет служившего в Отдельном корпусе жандармов Замятнина отклонением от новой формы: за две недели до этого дня головной убор жандармских офицеров был изменён; эти два «жандарма» приехали в старых касках. Швейцар сделал несколько шагов наперерез «жандармам»; они оттолкнули его и вошли в переднюю, где натолкнулись на бросившегося к ним из приёмной Замятнина. Понимая, что войти глубже в дом им не удастся, террористы бросили на пол свои портфели, что привело к мгновенному мощному взрыву.
При взрыве на Аптекарском острове кроме А. Н. Замятнина ещё 26 человек погибло на месте, 33 было тяжело ранены; многие из раненых затем скончались. В семье Столыпина были тяжело ранены, но остались живы его сын Аркадий и дочь Наталья. Сам Столыпин остался невредим и лишь был забрызган пролетевшей над ним чернильницей.
Исполнителем покушения на Столыпина, в результате которого погиб его сорокавосьмилетний адъютант генерал А. Н. Замятнин, был «Союз социалистов-революционеров максималистов».

## Награды
- Орден Святой Анны 3-й степени (1889);
- Орден Святого Станислава 2-й степени (1892);
- Орден Святого Владимира 4-й степени (1901).

Иностранные:
- Почётный крест мекленбург-шверинского ордена (1896).